# خط أوتسونوميا
خط أوتسونوميا (اليابانية: 宇 都 宮 線 ، النطق الياباني: [Utsunomiya-sen]) هو الاسم الذي يطلق على مقطع طوله 163.5 كيلومترًا (101.6 ميل) من خط توهوكو الرئيسي بين محطة طوكيو في طوكيو ومحطة كورواسو في ناسوشيوبارا في توتشيغي. وهي جزء من شبكة شركة سكك حديد شرق اليابان (بالإنجليزية: JR East).